# Maison Ikkoku
Maison Ikkoku (jap. めぞん一刻, Mezon Ikkoku) ist eine abgeschlossene Manga-Serie der japanischen Zeichnerin Rumiko Takahashi (Ranma ½, Inu Yasha).
Sie ist eine sich langsam entwickelnde, romantische Komödie der Kategorie Seinen. Die Geschichte soll also vor allem junge Männer ansprechen.
Der Manga wurde später auch als Anime-Serie für das japanische Fernsehen verfilmt. Das Maison Ikkoku ist ein Apartmenthaus, in dem die handelnden Personen leben. Die Geschichte konzentriert sich dabei auf den Studenten Yūsaku Godai und die Hausmeisterin Kyōko Otonashi.

## Handlung
Die Handlung dreht sich um die Alltagsgeschichten der Bewohner des Apartmenthauses Maison Ikkoku. Die Hauptfigur ist der junge Yūsaku Godai, der sich auf die Aufnahmeprüfung zum Studium vorbereiten will, und dabei regelmäßig von seinen Nachbarn gestört wird. Er verliebt sich in die junge verwitwete Hausmeisterin Kyōko Otonashi, die jedoch auch andere Verehrer hat.

## Charaktere
| Yūsaku Godai (五代 裕作, Godai Yūsaku)              | Zu Beginn der Geschichte ist Yūsaku Godai ein so genannter Rōnin, ein Schulabgänger, der die Aufnahmeprüfung für eine Universität noch nicht geschafft hat und zu Tagträumerei neigt. Er besteht aber bald die Eingangsprüfung für die erziehungswissenschaftliche Fakultät einer privaten Universität. Neben dem Studium jobbt er unter anderen für einen Nachtclub. Nach dem Studium entscheidet sich Godai gegen die Karriere als Salaryman – also gegen die eines Büroangestellten in einer renommierten japanischen Firma – um als Erzieher in einem Kindergarten arbeiten zu können. Godai ist in Kyōko verliebt, seit er sie das erste Mal getroffen hat. Während die anderen Mieter im Ikkoku ihn für faul und unzuverlässig halten, ist Kyōko Otonashi die einzige im Mietshaus, die ihn unterstützt; dadurch verstärken sich Godais Gefühle für Kyōko noch. Trotzdem hat Godai eine Beziehung zu Kozue Nanao, die aber rein platonisch bleibt. Außerdem stellt ihm die Schülerin Ibuki Yagami nach, seit er sie als Referendar während seines Studiums unterrichtet hat. Er wohnt in Appartement 5 (go). |
| Kyōko Otonashi (音無 響子, Otonashi Kyōko)          | Die junge, verwitwete Hausmeisterin von Maison Ikkoku. Sie hat mit Yūsaku Godai und Shun Mitaka zwei Verehrer, zwischen denen sie sich aber lange Zeit nicht entscheiden kann. Ein Grund dafür ist ihr verstorbener Ehemann, in den sie sich schon als Schülerin verliebt hatte (er war ihr Schullehrer) und dem sie sich immer noch verpflichtet fühlt. Kyōko wohnt auch im Haus und hat das einzige Appartement ohne Nummer (Das zweite Kanji ihres Familiennamens kann als Null gelesen werden). |
| Hanae Ichinose (一の瀬 花枝, Ichinose Hanae)        | Eine Klatschtante, die dem Alkohol etwas zu oft zuspricht. Sie ist verheiratet mit einem Salaryman, der nur selten zu Hause ist. Mit ihm und ihren Sohn Kentarō wohnt sie in Appartement 1 (ichi). |
| Kentarō Ichinose (一の瀬 賢太郎, Ichinose Kentarō)  | Ein Junge im Grundschulalter, der Kyōko heiraten will, wenn er selbst erwachsen ist und deswegen kein gutes Haar an Godai lässt. Später verliebt er sich jedoch in Kyōkos Nichte Ikuko und sieht in Godai eine Art großen Bruder. |
| Nozomu Nikaidō (二階堂 望, Nikaidō Nozomu)          | Wohnt nur auf Grund eines Zufalls im Maison Ikkoku; er war ursprünglich auf der Suche nach Ritsukoku-kan, einem besseren Apartmenthaus. Kurz nach seinem Einzug liefert Nikaidō sich einen Kleinkrieg mit Yotsuya. Er taucht nur im Manga und in dem Film auf, nicht jedoch in der Fernsehserie. Er wohnt in Appartement 2 (ni). |
| Shun Mitaka (三鷹 瞬, Mitaka Shun)                  | Tennislehrer und Frauenschwarm. Er ist an Kyōko interessiert, jedoch hat er eine Todesangst vor Hunden, was von Godai mithilfe von Sōichirō-san auch schamlos ausgenutzt wird. Am Ende der Serie jedoch heiratet er schließlich Asuna, eine von seiner Familie vorgeschlagene junge Dame, auch wenn ihm diese Wahl aufgrund ihrer sieben heißgeliebten Schoßhunde am Anfang nicht sehr behagt. Mitaka bedeutet „3 Falken“. |
| Herr Yotsuya (四谷, Yotsuya)                        | Der direkte Nachbar von Godai. Er hat augenscheinlich keinen Beruf, wirkt etwas geheimnisvoll und liebt es, Godai zu nerven. Er ist auch ein Voyeur, der es liebt, Akemi - und gelegentlich auch Kyōko, wenn diese Akemi besucht - durch ein Loch in Godais Schrank zu beobachten. Er wohnt in Appartement 4 (Yotsuya bedeutet „vier Täler“). Sein Beruf und sein Vorname werden nie erwähnt. Er ähnelt äußerlich dem Geheimagenten Sekoi aus der Manga-Miniserie Dust Spurt von Rumiko Takahashi. |
| Akemi Roppongi (六本木 朱美, Roppongi Akemi)        | Eine versoffene und reichlich frivole junge Bardame, die meistens in Unterwäsche im Haus umherläuft. Sie arbeitet in der Bar Cha-Cha Maru, deren Boss sie nach einer Reihe von unglücklichen Beziehungen am Ende schließlich heiratet. Sie wohnt im Appartement 6. Ihr Familienname Roppongi bedeutet „6 Bäume“ und ist gleichzeitig der Name eines Vergnügungsviertels in Tokio. |
| Kozue Nanao (七尾 こずえ, Nanao Kozue)              | Kozue ist ein fröhliches Mädchen und wird kurz nach ihrer Einführung - mehr aus einem Missverständnis heraus - Godais Freundin. Godai behandelt sie wie eine gute Freundin, hat jedoch kaum romantisches Interesse an ihr. Aus einem anderen Missverständnis heraus bricht sie schließlich die Beziehung ab, obwohl ihre Freundschaft letztendlich darunter nicht zu Schaden kommt, und heiratet am Ende der Serie einen Kollegen von der Bank, in der sie arbeitet. Nanao bedeutet „7 Fische“. |
| Ibuki Yagami (八神 いぶき, Yagami Ibuki)            | Eine 16-jährige Schülerin der Schule, an der Godai eine Zeit lang als Aushilfslehrer arbeitet. Ihre Verliebtheit in Godai erinnert Kyōko an ihre zu Sōichirō, der ebenfalls Aushilfslehrer an Kyōkos Schule war. Als Ibuki schließlich entdeckt, dass Kyōko in Yūsaku verliebt ist, sich dies aber nicht eingestehen will, versucht sie alles, um deren Beziehung weiter voranzutreiben. Yagami heißt wörtlich „8 Götter“. |
| Asuna Kujō (九条 明日菜, Kujō Asuna)                | Asuna verkörpert mit ihrer Zurückhaltung, Freundlichkeit und Unschuld das Ideal der klassisch-japanischen Frau. Sie wurde Shun Mitaka aufgrund eines Ehearrangements zugesprochen. Sie ist eine Hundenärrin und fühlt sich zu Mitaka hingezogen, weil ihre Hunde ihn mögen - was diesem aufgrund seiner Hundephobie zunächst nicht gerade passt. Am Ende der Serie jedoch heiraten die beiden und bekommen mehrere Kinder zusammen. Kujō ist der Name eines einflussreichen Adelsgeschlechts und beinhaltet die Zahl 9 (ku). |
| Herr Sōichirō (Hund) (惣一郎さん, Sōichirō-san)     | Ein großer weißer Hund, ursprünglich Shiro (Weißer) genannt, jedoch hört er auf den Namen Sōichirō. Er gehört Kyōko, den sie als lebendes Memento an ihren Ehemann betrachtet, da ihm Sōichirō-san zugelaufen ist. |
| Sōichirō (Ehemann) (音無 惣一郎, Otonashi Sōichirō) | Kyōkos sehr früh verstorbener Ehemann. Er war früher Lehrer an Kyōkos Schule, bis die beiden sich verliebten und heirateten; jedoch starb er einige Monate nach ihrer Hochzeit an einer schweren Krankheit. Sein Aussehen bleibt aufgrund verschiedener widriger Umstände unbekannt; der Zuschauer/Leser bekommt sein Gesicht niemals zu sehen, was Godais Komplexe gegenüber Kyōko sichtlich verstärkt. Der Name bedeutet der einzige Ehemann. |

## Titel
Der Titel der Serie kann auf verschiedene Art übersetzt werden. Er kann für die Adresse der Handlung stehen, das maison (Apartmenthaus) Nr. 1 Koku-Straße; aber ikkoku kann auch als „Augenblick“ oder als Adjektiv als „starrsinnig“ oder „heißblütig“ übersetzt werden.

## Veröffentlichungen

### Manga
Maison Ikkoku erschien in Japan von November 1980 bis April 1987 in Form von 163 Einzelkapiteln im Manga-Magazin Big Comic Spirits des Shogakukan-Verlags. Diese Einzelkapitel wurden ab 1982 in insgesamt 15 Sammelbänden zusammengefasst. 1992 erschien eine 10-bändige Wideban-Ausgabe der Bände, 1997 eine ebenfalls 10-bändige Bunkoban-Ausgabe.
Auf Deutsch wurde die Serie vollständig von Egmont Manga und Anime veröffentlicht, wobei die Wideban-Ausgabe als Vorlage diente. Tonkam veröffentlichte eine französische Übersetzung, Viz Media eine englische in den USA und Glénat eine spanische. Sharp Point Press brachte den Manga in Taiwan heraus.

### Anime
Auf der Grundlage des Mangas entstand 1986 bis 1988 eine Anime-Fernsehserie mit 96 Folgen, die einige zusätzliche Handlungsstränge aufweist. Bei der Produktion von Studio Deen führten Kazuo Yamazaki, Naoyuki Yoshinaga und Takashi Anno Regie. Für das Charakterdesign waren Akemi Takada und Yuji Moriyama verantwortlich, künstlerischer Leiter war Chitose Asakura.
Ab dem 26. März 1986 wurde die Serie von Fuji TV erstmals in Japan ausgestrahlt. Es folgten Übersetzungen ins Englische, Spanische, Französische, Italienische und Chinesische.
Später gab es einen abschließenden Kinofilm, drei OVA-Folgen und ein Music-Special. Auf Deutsch ist nur der Kinofilm bei Kazé erschienen.
Anfang 2013 wurde zur Feier des 90. Jubiläums von Shogakukan und des 35. Arbeitsjubiläums von Rumiko Takahashi bekanntgegeben, dass in Japan die TV-Serie in 2 Boxen auf Blu-ray neu veröffentlicht wird. Die erste Box erscheint am 25. Dezember 2013.

#### OVAs und Specials
Folgende OVAs und Specials zu der Animeserie sind in Japan erschienen:
- OVA: Sōshūhen Utusuri Yuku Kisetsu no Naka de (移りゆく季節の中で), erschienen in Japan am 25. September 1988
- OVA: Bangaihen Ikkoku-kō Nanpa Shimatsuki (番外編 一刻島ナンパ始末記), erschienen in Japan am 31. Januar 1991
- OVA: Prelude Maison Ikkoku: Meguri Haru no Sakura no yō ni... (プレリュードめぞん一刻), erschienen in Japan am 25. Juni 1992
- Special: Karaoke Music Parade (カラオケ・ミュージック・パレード), erschienen in Japan im November 1989
- Special: 1994 Music Calendar, erschienen in Japan im Dezember 1993

#### Synchronsprecher
| Rolle             | Japanischer Sprecher (Seiyū) | Deutscher Sprecher   |
| ----------------- | ---------------------------- | -------------------- |
| Yūsaku Godai      | Issei Futamata               | Markus Pfeiffer      |
| Kyōko Otonashi    | Sumi Shimamoto               | Nana Spier           |
| Hanae Ichinose    | Kazuyo Aoki                  | Heidrun Bartholomäus |
| Akemi Roppongi    | Yūko Mita                    | Katrin Zimmermann    |
| Nozomu Nikaidō    | Ryo Horikawa                 | Norman Matt          |
| Yotsuya           | Shigeru Chiba                | Peter Reinhardt      |
| Iioka             | Kei Tomiyama                 | Gerald Schaale       |
| Asuna Kujō        | Hiromi Tsuru                 | Gundi Eberhard       |
| Shun Mitaka       | Akira Kamiya                 | Gunnar Helm          |
| Ikuko             | Mayumi Shoh                  | Julia Meynen         |
| Yukari Godai      | Naoko Kyoda                  | Luise Lunow          |
| Sakamoto          | Toshio Furukawa              | Rainer Doering       |
| Ibuki Yagami      | Yuriko Fuchizaki             | Tanya Kahana         |
| Herr Sōichirō     | Shigeru Chiba                | Thomas Hailer        |
| Sōichirō Otonashi | Hideyuki Tanaka              | Thomas Hailer        |
| Herr Chigusa      | Kosei Tomita                 | Thomas Wolff         |

#### Musik
Die Musik der Serie komponierte Kenji Kawai und Takao Sugiyama. Die fünf Lieder der Vorspanne sind
- Kanashimi yo Konnichi wa (悲しみよこんにちは) von Yuki Saito
- Alone Again (Naturally) von Gilbert O’Sullivan
- Suki sa (好きさ) von Anzen Chitai
- Sunny Shiny Morning (サニー・シャイニー・モーニング) von Kiyonori Matsuo
- Hidamari (陽だまり) von Kouzou Murashita

Die Abspanne wurden mit folgenden Titeln unterlegt:
- Ashita hareru ka (あした晴れるか) von Takao Kisugi
- Ci-ne-ma (シ・ネ・マ) von Picasso
- Get Down von Gilbert O’Sullivan
- Fantasy (ファンタジー) von Picasso
- Sayonara no Dessan von Picasso
- Begin the Night von Picasso

### Realfilm
1986 wurde Maison Ikkoku als Realfilm unter der Regie von Shinichirō Sawai verfilmt. Die Filmmusik stammt von Joe Hisaishi.
| Yūsaku Godai        | Ken Ishiguro     |
| Kyōko Otonashi      | Morie Ishihara   |
| Yotsuya             | Masatō Ibu       |
| Akemi Roppongi      | Yoshiko Miyazaki |
| Hanae Ichinose      | Yumiko Fujita    |
| Kozue Nanao         | Michiko Kawai    |
| Cha-Cha Maru Master | Hiroshi Fukami   |
| Kentarō Ichinose    | Katsuma Nakagaki |

### Dorama
Am 12. Mai 2007 lief auf TV Asahi der erste Teil eines 2-teiligen Dorama unter dem Episodentitel Rōnin-hen (浪人編). Diese wurde am 15. August auf BSS und am 21. Oktober auf FBC wiederholt. Nach Video Research erreichte die Episode in der Kantō-Region eine Einschaltquote von 12,1 %. Sie erschien auch am 24. August 2007 inkl. einem Making-of auf DVD.
Am 26. Juli 2008 wurde auf TV Asahi die zweite Episode Kanketsu-hen (完結編) ausgestrahlt. Diese erreichte nach Video Research in der Kantō-Region eine Einschaltquote von 8,0 %.
| Yūsaku Godai        | Taiki Nakabayashi  |
| Kyōko Otonashi      | Misaki Itō         |
| Hanae Ichinose      | Kayoko Kishimoto   |
| Shun Mitaka         | Ikki Sawamura      |
| Yotsuya             | Ittoku Kishibe     |
| Akemi Roppongi      | Yumiko Takahashi   |
| Kozue Nanao         | Nana Eikura        |
| Großvater Otonashi  | Toshiyuki Hosokawa |
| Sakamoto            | Ryo Hashizume      |
| Yukari Godai        | Ei Morisaka        |
| Cha-Cha Maru Master | Shingo Yanagisawa  |

## Analyse und Rezeption
Patrick Drazen bezeichnet die Anime-Serie als eine der interessantesten, was die Verwendung von Symbolen und Hinweisen an das Publikum angeht. So werden dem japanischen Zuschauer bekannte Reize gegeben, zum Beispiel der Klang des Horns des Tofumachers, um die Zeit der Handlung deutlich zu machen. Auch finden sich Anspielungen an den japanischen Schöpfungsmythos Kojiki.
Paul Gravett schreibt, der Manga entwickele sich von einer leichten, humorvollen Komödie zur lohnenden Geschichte einer trauernden Witwe, die die Liebe neu lernt. Dabei gelinge es Rumiko Takahashi großartig, die Tiefe der sich entwickelnden Gefühle aufzuzeigen. Die deutsche Fachzeitschrift MangasZene beschreibt die Serie als „liebenswerte Story um den verhinderten Studenten Yusaku und seine scheinbar aussichtslose Liebe zu der jungen Witwe Kyoko“.